# Política ambiental no Brasil
A política ambiental se institucionaliza parcialmente no Brasil a partir da década de 1930, com a primeira elaboração do Código Florestal e do Código de Águas, sendo gradativamente transformado num enquadramento jurídico e institucional abrangente e detalhado ao longo do século XX, conforme o desenvolvimento internacional da política ambiental, através de tratados e orgãos multilaterais, como também do campo científico e de organizações não-estatais. A Política Nacional do Meio Ambiente (PNMA) constitui um conjunto de diretrizes e princípios fundamentais estabelecidos pela Lei nº 6.938, de 31 de agosto de 1981, sendo posteriormente incorporada à Constituição Federal de 1988 como um marco na legislação ambiental brasileira. Esta política, em consonância com o artigo 225 da Carta Magna, assegura a todos o direito a um ambiente ecologicamente equilibrado, considerado bem de uso comum do povo e essencial para a qualidade de vida, incumbindo tanto ao Poder Público quanto à coletividade a responsabilidade de protegê-lo e preservá-lo para as atuais e futuras gerações.
A PNMA tem como propósito primordial garantir a preservação, melhoria e recuperação da qualidade ambiental, visando promover o desenvolvimento sustentável. Nesse contexto, são estabelecidos diversos instrumentos e mecanismos destinados à proteção ambiental, tais como o licenciamento ambiental, a estruturação do Sistema Nacional do Meio Ambiente (SISNAMA) e a definição de padrões de qualidade ambiental. Ademais, a política prevê a participação ativa da sociedade na gestão ambiental e propõe uma responsabilidade compartilhada entre o poder público, o setor privado e a população em geral na conservação dos recursos naturais.

## História
O Código de Águas e o Código Florestal, ambos estabelecidos em 1934, representam as primeiras legislações acerca da gestão de recursos naturais, sendo da competência do Ministério das Minas e Energia (a partir de sua instituição) e do Ministério da Agricultura, respectivamente. A delimitação de áreas de preservação ambiental data de 1937, sob a administração do Serviço Florestal Federal, vinculado ao Ministério da Agricultura. O Parque Nacional do Itatiaia foi o primeiro parque nacional estabelecido, sendo seguido de diversos outros.
Em 1967 foi criado o Instituto Brasileiro de Desenvolvimento Florestal (IBDF), vinculado ao Ministério da Agricultura, que acumulou a administração das áreas de preservação e exercício de toda legislação acerca dos recursos naturais. O IBDF foi posteriormente fundido com outros orgãos, formando o Ibama.
A década de 1970 deu lugar à uma intensa articulação internacional em torno das problemáticas do aquecimento global e dos limites do crescimento (consequência dos debates promovidos pelo livro "Os Limites do Crescimento", organizado por Donella Meadows e patrocinado pelo Clube de Roma), sendo marcada pela realização da Conferência de Estocolmo em 1972, na qual o Brasil participou, adotando posições compartilhadas pelos demais países do terceiro mundo. Porém, nesta conferência, o Brasil liderou o bloco do chamado Terceiro Mundo na posição de resistência ao reconhecimento do problema ambiental, argumentando que todos os países tinham direito ao crescimento econômico. O Brasil chegou a estender, em Estocolmo, uma faixa com os dizeres: "Bem-vindos à poluição, estamos abertos a ela. O Brasil é um país que não tem restrições, temos várias cidades que receberiam de braços abertos a sua poluição, porque nós queremos empregos, dólares para o nosso desenvolvimento."
Em 1973 fora criada a primeira instituição federal que cobria a temática ambiental de forma geral, a Secretaria Especial de Meio Ambiente (Sema), vinculada ao Ministério do Interior. Neste período a Sema concentrava-se em combater a poluição industrial e urbana, motivada principalmente por denúncias. A criação da Sema obedecia a uma demanda diplomática e política, como contenção dos danos causados pela posição brasileira em Estocolmo. Nesta década também foram criadas estruturas estaduais de proteção ambiental: a Companhia Ambiental do Estado de São Paulo (Cetesb), em 1973, e Fundação Estadual de Engenharia do Meio Ambiente (Feema), do Rio de Janeiro, em 1975. Em 1975 o Rio de Janeiro promulga sua lei de prevenção e controle de poluição, o decreto-lei 134/75; já o estado de São Paulo promulga uma lei sobre o controle de poluição do meio ambiente no ano seguinte, a Lei Estadual 997/76.
A década de 1980 inicia-se com a promulgação da Lei 6.938/1981, conhecida como Política Nacional de Meio Ambiente ou, abreviadamente, PNMA. A lei criou o Sistema Nacional do Meio Ambiente (SISNAMA, art. 6º da PNMA), o Conselho Nacional do Meio Ambiente (CONAMA, arts. 7º e 8º), além de definir os instrumentos da política ambiental no Brasil, instituindo ainda os Cadastro Técnico Federal de Atividades e Instrumentos de Defesa Ambiental e Cadastro Técnico Federal de Atividades Potencialmente Poluidoras ou Utilizadoras de Recursos Ambientais). Em 1985 foi criado o Ministério do Desenvolvimento Urbano e Meio Ambiente. O CONAMA publica normas de licenciamento ambiental, dentre as quais merece destaque a Resolução CONAMA 001/1986, que regulamenta o Estudo de Impacto Ambiental no Brasil.
A Constituição de 1988 traz um capítulo sobre o Meio Ambiente, composto, no entanto, por um único artigo (o art. 225), ainda que a temática ambiental apareça também em outros artigos. Já em 1989, a Lei 7.803 promoveu importantes alterações no código florestal, instituindo, por exemplo, a Reserva Florestal Legal.
Os anos da década de 1990 são marcados pela Conferência das Nações Unidas sobre Meio Ambiente e Desenvolvimento, realizada no Rio de Janeiro em 1992. Neste mesmo ano foi criado o Ministério do Meio Ambiente, com a extinção da Secretaria de Meio Ambiente da Presidência da República (que havia sido criada em 1990). No ano de 1998 foi promulgada a Lei de Crimes Ambientais (Lei 9.605/98).
O Sistema Nacional de Unidades de Conservação (SNUC) foi criado pela Lei 9.985/2000. O SNUC organizou o tratamento para unidades de conservação, definindo as categorias, a metodologia de identificação e delimitação territorial, o regramento de uso e patrimônio, e os trâmites para seu estabelecimento. 

## Objetivo
A Política Nacional do Meio Ambiente visa compatibilizar o desenvolvimento econômico-social com a preservação ambiental, estabelecendo critérios de qualidade, promovendo o uso racional dos recursos, difundindo tecnologias ambientais e conscientizando a população. Seus instrumentos incluem o licenciamento ambiental, estudos de impacto ambiental, auditoria ambiental e zoneamento ambiental. Atividades como indústrias, obras civis, usinas, entre outras, necessitam de licenciamento ambiental conforme a Resolução CONAMA n.º 237/97.

## Legislação Nacional
Os objetivos específicos são detalhados de maneira abrangente no artigo 4º da mencionada legislação, estabelecendo as diretrizes e metas a serem alcançadas de acordo com os preceitos normativos em vigor.
Art. 4º – A Política Nacional do Meio Ambiente visará:
I – à compatibilização do desenvolvimento econômico-social com a preservação da qualidade do meio ambiente e do equilíbrio ecológico;
II – à definição de áreas prioritárias de ação governamental relativa à qualidade e ao equilíbrio ecológico, atendendo aos interesses da União, dos Estados, do Distrito Federal, dos Territórios e dos Municípios;
III – ao estabelecimento de critérios e padrões de qualidade ambiental e de normas relativas ao uso e manejo de recursos ambientais;
IV – ao desenvolvimento de pesquisas e de tecnologias nacionais orientadas para o uso racional de recursos ambientais;
V – à difusão de tecnologias de manejo do meio ambiente, à divulgação de dados e informações ambientais e à formação de uma consciência pública sobre a necessidade de preservação da qualidade ambiental e do equilíbrio ecológico;
VI – à preservação e restauração dos recursos ambientais com vistas à utilização racional e disponibilidade permanente, concorrendo para a manutenção do equilíbrio ecológico propício à vida;
VII – à imposição, ao poluidor e ao predador, da obrigação de recuperar e/ou indenizar os danos causados, e ao usuário da contribuição pela utilização de recursos ambientais com fins econômicos.

## Instrumentos da Política Nacional do Meio Ambiente
- Licenciamento Ambiental: é um procedimento administrativo pelo qual o órgão ambiental competente autoriza a localização, instalação, ampliação e operação de empreendimentos e atividades que utilizam recursos naturais ou que possam causar impactos ambientais significativos. Esse processo visa garantir que as atividades humanas sejam desenvolvidas de forma sustentável, considerando os aspectos ambientais, sociais e econômicos envolvidos. No licenciamento ambiental, são avaliados os potenciais impactos ambientais do empreendimento, bem como as medidas de controle e mitigação necessárias para garantir a preservação do meio ambiente. O órgão ambiental competente pode determinar condicionantes e exigências a serem cumpridas pelo empreendedor durante todas as fases do empreendimento, desde sua concepção até a sua desativação.
- Auditoria ambiental: é uma avaliação realizada nas organizações com o propósito de verificar se as práticas ambientais estão em conformidade com um conjunto de padrões específicos. Em outras palavras, a auditoria analisa a eficácia da gestão ambiental de uma organização.
- Estudo de Impacto Ambiental (EIA): É um estudo técnico que avalia os impactos ambientais de um projeto ou atividade, identificando suas consequências para o meio ambiente e propondo medidas para mitigar ou compensar esses impactos.
- Relatório de Impacto Ambiental (RIMA): É um documento resumido do EIA, elaborado de forma acessível à população em geral, com o objetivo de informar sobre os impactos ambientais do empreendimento e as medidas propostas para minimizá-los.
- O Cadastro Técnico Federal: É um registro obrigatório para empresas que se enquadram em critérios específicos estabelecidos pelo Instituto Brasileiro do Meio Ambiente e dos Recursos Naturais Renováveis (IBAMA) conforme a Política Nacional do Meio Ambiente (PNMA). Esse cadastro visa monitorar e controlar atividades potencialmente poluidoras ou que fazem uso de recursos naturais, garantindo a conformidade com as diretrizes ambientais e promovendo a preservação do meio ambiente.
- Zoneamento Ambiental: Consiste na divisão do território em zonas com diferentes níveis de restrições e usos permitidos, visando ordenar o uso do solo e a proteção dos recursos naturais.
- A criação de reservas e estações ecológicas, áreas de proteção ambiental e de relevante interesse ecológico pelo poder público são medidas fundamentais para a preservação e conservação do meio ambiente. Essas ações visam proteger ecossistemas importantes, garantir a biodiversidade e promover o equilíbrio ambiental, contribuindo para a sustentabilidade e o bem-estar das futuras gerações.

## Desafios e Ameaças
Alguns dos principais desafios e ameaças enfrentados pela Política Nacional do Meio Ambiente (PNMA) englobam questões como o desmatamento, a expansão desordenada da fronteira agrícola, a contaminação dos recursos hídricos e atmosféricos, a perda de biodiversidade, as mudanças climáticas, a deficiência na fiscalização e o descumprimento das normas ambientais. Ademais, a busca por crescimento econômico muitas vezes entra em conflito com a necessidade de conservação ambiental, o que dificulta a implementação eficaz de políticas ambientais e a preservação dos ecossistemas naturais.

## Benefícios Econômicos e Sociais
A implementação da Política Nacional do Meio Ambiente (PNMA) acarreta benefícios econômicos e sociais substanciais. Do ponto de vista econômico, a preservação ambiental fomentada pela PNMA resulta na valorização dos recursos naturais, no estímulo a práticas sustentáveis, na criação de empregos verdes e na promoção da inovação tecnológica. Além disso, a conservação ambiental pode mitigar custos associados a desastres naturais, aprimorar a qualidade de vida da população e atrair investimentos em setores como o turismo ecológico.
Em termos sociais, a PNMA contribui para a saúde da população ao reduzir a poluição do ar e da água, favorece o bem-estar das comunidades ao garantir acesso a áreas verdes e locais de recreação, e resguarda as populações mais vulneráveis de impactos ambientais prejudiciais. A eficaz execução da PNMA também fortalece a consciência ambiental da sociedade, promovendo práticas sustentáveis e o respeito ao meio ambiente para as atuais e futuras gerações.